# RPK

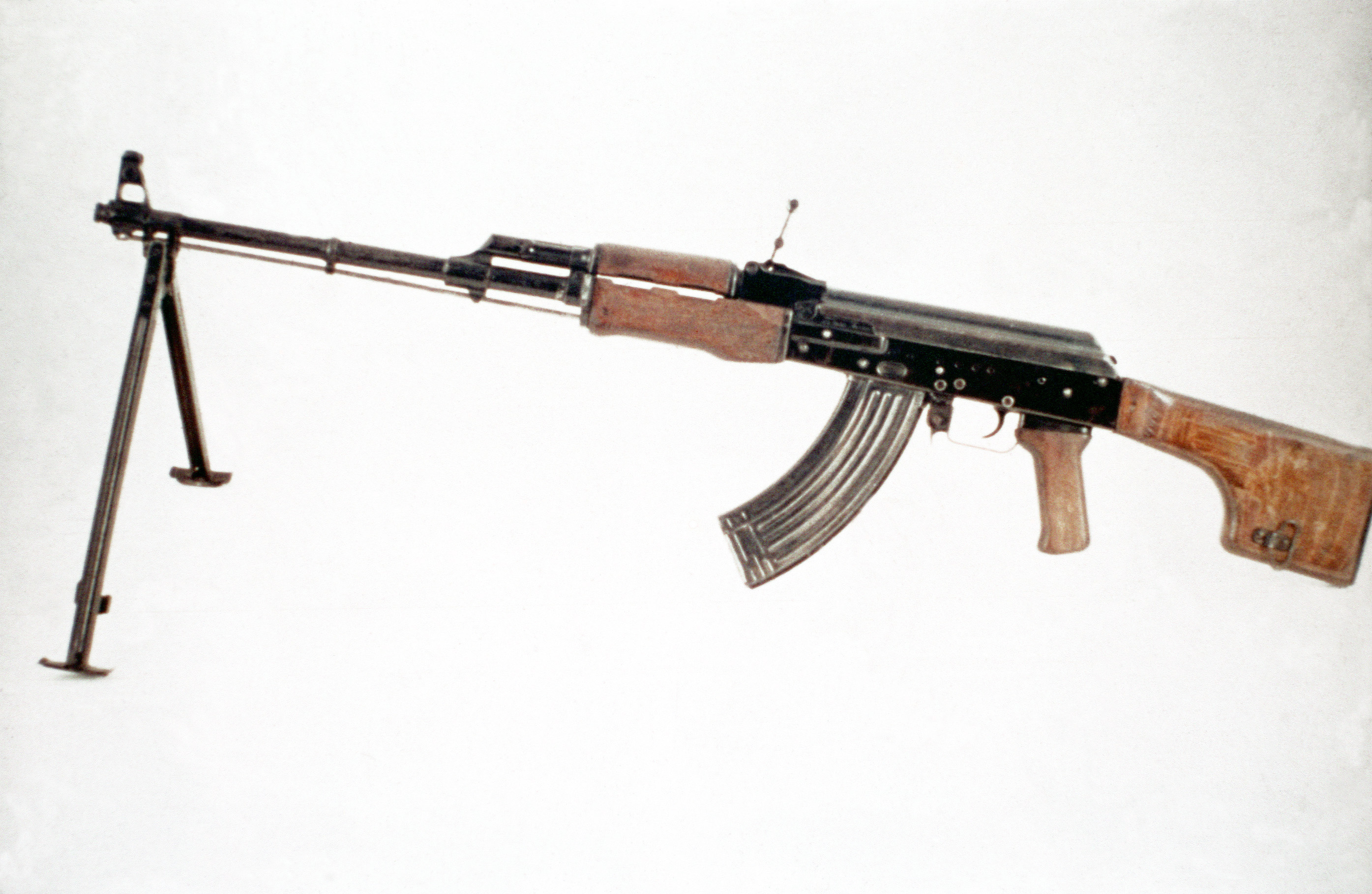
RPK 기관총

RPK(러시아어: Ручной Пулемёт Калашникова; РПК 루치노이 풀레묘뜨 칼라시니코바; 에르페카[*])는 소련의 경기관총이다. RPK는 소련군이 RPD를 대체하고 분대지원화기로 사용하였다. AKM을 개량해서인지 기본 구조는 AKM과 매우 유사하며, 차이점으로는 길고 굵은 총열, 더 튼튼한 몸통, 양각대, 개머리판, 조준기 등이 있다. 7.62 x 39 mm 탄을 사용하며, 보통 기존 탄창보다 용량이 큰 드럼탄창이나 40발 들이 탄창 등을 사용한다. AKM의 탄창도 사용가능하다.

## 같이 보기
- RPD
- RPK-74